# 廷卡普 (科羅拉多州)
廷卡普（英語：Tincup）是位於美國科羅拉多州甘尼森縣的一個非建制地區。該地的面積和人口皆未知。

## 地理
廷卡普的座標為38°45′16″N 106°28′42″W / 38.75444°N 106.47833°W，而該地的平均海拔高度為3096米（即10157英尺）。